# مزيل الاحتقان

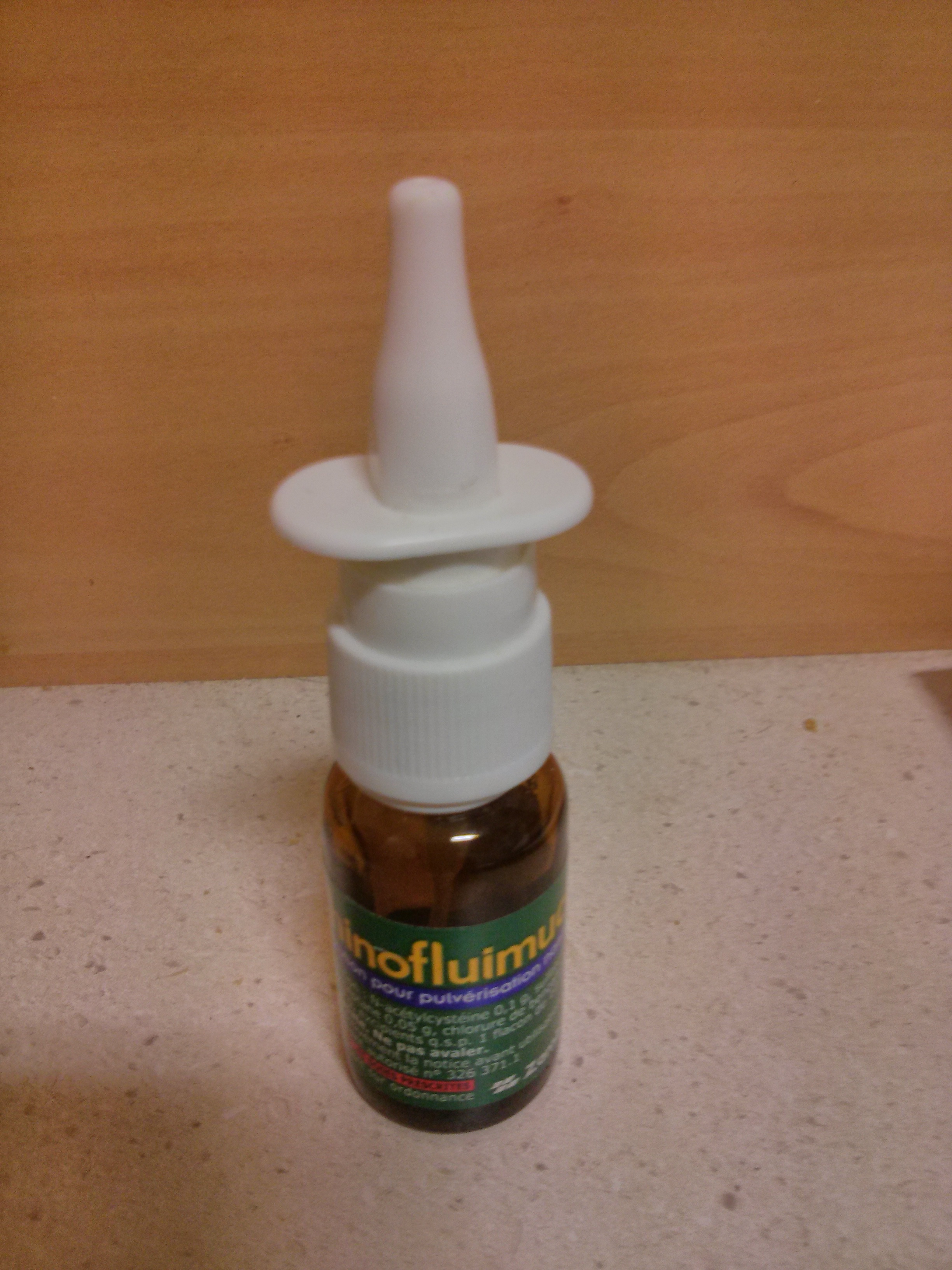
بخاخ للأنف ، مزيل للإحتقان

مزيلات الاحتقان (بالإنجليزية: Decongestant)‏ أو مزيلات احتقان الأنف، هي نوع من الأدوية الصيدلانية التي تستخدم لتخفيف احتقان الأنف في الجهاز التنفسي العلوي. العنصر النشط في معظم مزيلات الاحتقان هو إما السودوإيفيدرين أو الفينيليفرين (الأخير له فعالية متنازع عليها). يمكن أيضًا استخدام الكورتيكوستيرويدات داخل الأنف كمزيلات للاحتقان ويمكن استخدام مضادات الهيستامين للتخفيف من سيلان الأنف والتهاب الأنف والعطاس.
مزيلات الاحتقان الموضعية عند الاستخدام الموضعي كمحلول مخفف (0.05 - 0.1%) تؤدي إلى تضيق الأوعية الموضعي.
يجب تجنب الاستخدام المنتظم لمضادات الاحتقان لفترات طويلة بسبب ضعف وظيفة الغشاء المخاطي الهدبي، يمكن أن يحدث التهاب الأنف الضموري وفقدان حاسة الشم بسبب استمرار تضيق الأوعية.
يمكن امتصاص مزيلات الاحتقان من الأنف عن طريق جهاز الاستنشاق وتنتج تأثيرات جهازية، خاصة تحفيز الجهاز العصبي المركزي وارتفاع ضغط الدم. يجب استخدام هذه الأدوية بحذر في حالات ارتفاع ضغط الدم وفي أولئك الذين يتلقون مثبطات مونوامين أوكسيديز (MAOIs)، لأنها يمكن أن تسبب نوبة فرط ضغط الدم.
الأدوية المؤثرة على الإفرازات الشعبية مثل غايفينيسين هي نوع من الأدوية ذات الصلة التي تساعد على إزالة المخاط.

## الاستخدامات الطبية
تُستخدم مزيلات الاحتقان لعلاج احتقان الأنف، على سبيل المثال في حالات الحساسية والالتهابات مثل نزلات البرد والأنفلونزا والتهابات الجيوب الأنفية والأورام الحميدة.
وجدت مراجعة كوكرين لعام 2016 أدلة غير كافية لدعم استخدام الكورتيكوستيرويدات داخل الأنف في تخفيف أعراض نزلات البرد. ومع ذلك، استندت المراجعة إلى ثلاث تجارب واعتبرت جودة الأدلة منخفضة للغاية.

## علم العقاقير
تعمل الغالبية العظمى من مزيلات الاحتقان عن طريق تعزيز النوربينفرين (النورأدرينالين) والأدرينالين أو النشاط الأدرينالي عن طريق تحفيز مستقبلات ألفا 1 الأدرينالية لأنها تتوسط في تضيق الأوعية وتضييق الأوعية الدموية الأنفية مما يؤدي إلى تخفيف احتقان الغشاء المخاطي للأنف. يؤدي هذا إلى تضيق الأوعية الدموية في الأنف والحلق والجيوب الأنفية، مما يؤدي إلى تقليل الالتهاب (التورم) وتكوين المخاط في هذه المناطق.
غالبًا ما تحتوي بخاخات الأنف المزيلة للاحتقان وقطرات العين على أوكسي ميتازولين وتستخدم لإزالة الاحتقان الموضعي. يعمل السودوإيفيدرين بشكل غير مباشر على نظام مستقبلات الأدرينالية، في حين أن فينيليفرين وأوكسي ميتازولين منبهات مباشرة. لا تقتصر التأثيرات على الأنف، فهذه الأدوية قد تسبب ارتفاع ضغط الدم من خلال تضيق الأوعية. ولهذا السبب ينصح الأشخاص الذين يعانون من ارتفاع ضغط الدم بتجنبها. ومع ذلك، فإن معظم مزيلات الاحتقان ليست منبهات واضحة، بسبب عدم الاستجابة من المستقبلات الكظرية الأخرى. إلى جانب ارتفاع ضغط الدم، تشمل الآثار الجانبية الشائعة الأرق والقلق والدوخة والإثارة والعصبية.
تتطور مزيلات الاحتقان الموضعية الأنفية أو العينية بسرعة إلى تسرع (انخفاض سريع في الاستجابة للدواء بعد الجرعات المتكررة خلال فترة زمنية قصيرة). لا ينصح بالاستخدام طويل المدى لأن هذه العوامل تفقد فعاليتها بعد بضعة أيام.

## قائمة العوامل

### عوامل إطلاق الأدرينالين

#### شائعة أو مسوقة على نطاق واسع
- الايفيدرين - يتم التحكم فيه في بعض الولايات القضائية للاستخدام بدون وصفة طبية
- Levomethamphetamine (levmetamfetamine) (Vicks VapoInhaler)
- فينيل بروبانولامين
- بروبيلهكسيدرين (بنزيدريكس)
- السودوإيفيدرين (سودافيد) يتم التحكم فيه في بعض الولايات القضائية للاستخدام بدون وصفة طبية
  - السودوإيفيدرين / لوراتادين (كلاريتين- D) أيضًا مضاد للهستامين عبر لوراتادين

#### غير شائع أو متوقف
- سيكلوبنتامين
- ميفنترمين
- ميثيل هكسانامين
- Tuaminoheptane

### ناهضات مستقبلات ألفا الأدرينالية

#### شائعة أو مسوقة على نطاق واسع
- نافازولين
- أوكسي ميتازولين
- فينيليفرين
- سينفرين
- تتريزولين
- الترامازولين
- زيلوميتازولين

#### غير شائع أو متوقف
- كوربادرين (ليفونورديفرين)
- الإبينفرين (الأدرينالين)
- فينوكسازولين
- ميتيزولين
- نوربينفرين (نورأدرينالين)
- تيمازولين

### الستيرويدات القشرية
- بيكلوميثازون ديبروبيونات (Beconase ، QNASL)
- بوديسونايد (Rhinocort)
- سيكليسونيد (أومناريس، زيتونا)
- ديكساميثازون
- فلونيسوليد (نصاريل)
- فلوتيكاسون
- فلوتيكاسون فوروات (فيراميست)
- بروبيونات فلوتيكاسون (فلوناز)
  - أزيلاستين / فلوتيكاسون (ديميستا) أيضًا مضاد للهستامين عبر أزيلاستين
- موميتازون فوروات (نازونيكس)
- بريدنيزولون
- تيكسكورتول (بيفالون)
- التريامسينولون (Nasacort)
- تريامسينولون أسيتونيد (Nasacort ، Allernaze)

### متنوع

#### شائعة أو مسوقة على نطاق واسع
- محلول ملحي بخاخ أنفي (محلول الماء وكلوريد الصوديوم)

#### غير شائع أو متوقف
- كافامينول